# Фунанське королівство

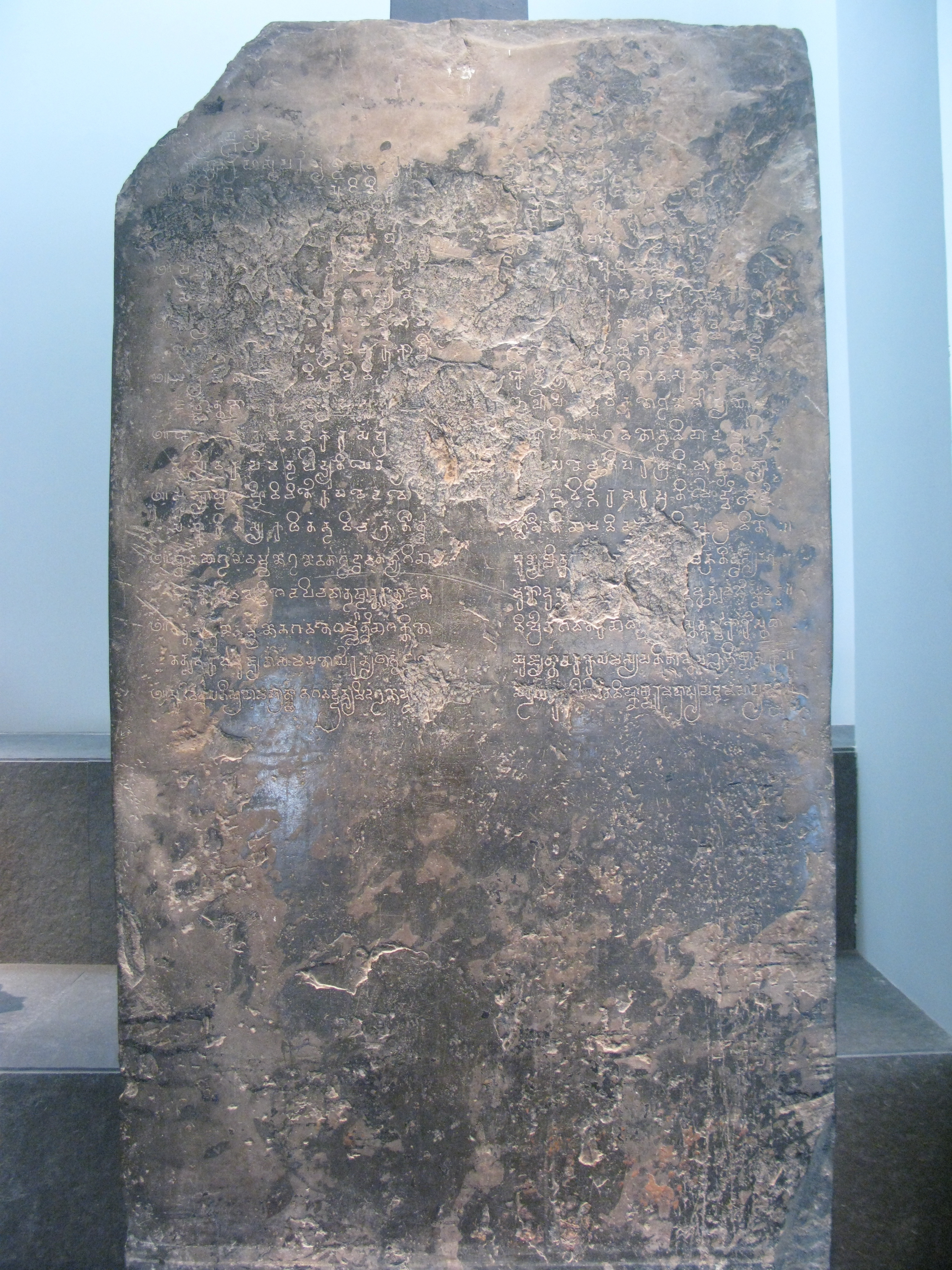
Фунанська стела з текстом на санскриті

Фунанське королівство, Фунан (кит.: 扶南; піньїнь: Fúnán) (кхмер. អាណាចក្រហ្វូណន) — стародавня країна у басейні та дельті річки Меконг, що існувала у I—VI ст.

## Назва
Назва «фунан» походить від викривленого китайськими хронологами кхмерського слова «пхном» (гора).

## Історія
Вперше існування такої країни у південному В'єтнамі припустив французький китайознавець Поль Пеліот у 1903. Китайські джерела свідчать, що у Фунанське королівство було направлене посольство з метою покращення торговельних зв'язків у 220-х роках.
Існують згадки про фунанське місто Окео у книзі Клавдія Птолемея «Посібник з географії» під назвою «Каттігара». Відомості про Фунанське королівство потрапили до Александрії, де була написана книга, очевидно з торговцями. Про зв'язки Фунану з Римською імперією свідчать численні викопні римські монети та інші артефакти.

Римська копійка знайдена при розкопках У Тхонг у Таїланді

Королівство Фунан періодично відправляло посольства в Китай з 231 до 539 року, коли ця назва зникла з китайських хронік. Згадки про цей регіон відновлюються у 616, але фігурує інше політичне утворення Ченла. У напису 677 року Майкл Вікері віднайшов ім'я останнього короля Фунану — Рудраварман. Цей же запис свідчить, що від нього походять династії правителів Ченли.
Джон Гай припускає, що зміна назви з Фунан на Чемла відбулася у наслідок переносу центру впливу з дельти Меконгу у центральні райони Камбоджі у зв'язку з економічними чинниками, а не в результаті драматичного перевороту чи зміни влади. Такими чинниками могли стати розвиток внутрішніх шляхів сполучення та занепад берегової міжнародної торгівлі.

## Адміністративний поділ
Ключовими містами королівства вважають стародавні руїни Окео, що знаходяться у в'єтнамській провінції Ан Гіанг, та Анкхор Борей у провінції Такео, Камбоджа. До цього королівства також зараховують розкопані храмові комплекси Ба Тхе у південному В'єтнамі та Пхном Да у Камбоджі. Дорогами слугували річки. Знайдені докази того, що місто Анкхор Борей і храми Пхном Да, які знаходяться на відстані 68 км одне від одного, були поєнані судоходними каналами.

## Правителі
- Каундінья II (близько 400-430)
- Шрі Індраварман (близько 430-440)
- Джаяварман Каундінья (478—514)
- Рудраварман I (514—550)